# 新乡市体育中心
新乡市体育中心座落于河南省新乡市和平大道，占地124300平方米（183亩），总建筑面积3.4万平方米，主要建筑有现代国际标准体育馆、200米田径训练场、露天篮球场、网球场、羽毛球场、1.2万平方米商业裙房及3.6万平方米花圃及草坪。曾作为河南建业和八一的主场参加甲B联赛。1996年举办过河南省第八届运动会，1998年举办全国田径锦标赛。
目前，主要用于商业展览和商业演出使用。